# カーレマン行列
数学におけるカーレマン行列（カーレマンぎょうれつ、英: Carleman matrix）は、函数の合成を行列の積に読み替えるために用いられる行列である。反復理論において、パターン認識のみでは反復の出来ない連続な反復函数を見つけるために用いられる。その他、確率母函数やマルコフ連鎖の理論で用いられる。

## 定義
函数 {\displaystyle f(x)} のカーレマン行列は次のように定義される。
{\displaystyle M[f]_{jk}={\frac {1}{k!}}\left[{\frac {d^{k}}{dx^{k}}}(f(x))^{j}\right]_{x=0},}
したがって、次の（テイラー級数の）方程式が満たされる。
{\displaystyle (f(x))^{j}=\sum _{k=0}^{\infty }M[f]_{jk}x^{k}.}
例えば、{\displaystyle f(x)} を計算すると
{\displaystyle f(x)=\sum _{k=0}^{\infty }M[f]_{1,k}x^{k}}
のように、{\displaystyle M[f]} の第 1 行と列ベクトル {\displaystyle [1,x,x^{2},x^{3},\ldots ]^{\top }} （⊤ は転置）のドット積で与えられる。
{\displaystyle M[f]} の次の行の成分は、以下のような {\displaystyle f(x)} の 2 次のベキを与える。
{\displaystyle f(x)^{2}=\sum _{k=0}^{\infty }M[f]_{2,k}x^{k}.}
そして、{\displaystyle f(x)} のゼロ次のベキを {\displaystyle M[f]} に含めるように、行 0 は第一成分を除いてすべてゼロであるようにする。すなわち
{\displaystyle f(x)^{0}=1=\sum _{k=0}^{\infty }M[f]_{0,k}x^{k}=1+\sum _{k=1}^{\infty }0\cdot x^{k}}
が成り立つ。
したがって、{\displaystyle M[f]} と列ベクトル {\displaystyle [1,x,x^{2},\ldots ]^{\top }} のドット積は、列ベクトル {\displaystyle [1,f(x),f(x)^{2},\ldots ]^{\top }} を導く。すなわち、
{\displaystyle M[f]\cdot [1,x,x^{2},x^{3},\ldots ]^{\top }=[1,f(x),(f(x))^{2},(f(x))^{3},\ldots ]^{\top }.}

## ベル行列
函数 {\displaystyle f(x)} のベル行列（Bell matrix）は次のように定義される。
{\displaystyle B[f]_{jk}={\frac {1}{j!}}\left[{\frac {d^{j}}{dx^{j}}}(f(x))^{k}\right]_{x=0}.}
したがって次の方程式が満たされる。
{\displaystyle (f(x))^{k}=\sum _{j=0}^{\infty }B[f]_{jk}x^{j}.}
これは上述のカーレマン行列の転置である。

## ジャボチンスキー行列
エリ・ジャボチンスキー（Eri Jabotinsky）は 1947 年、多項式の畳み込みを表現する目的で行列の概念を開発した。このため何人かの研究者はベル行列のことをジャボチンスキー行列と呼んでおり、今後この名がより正式なものになる可能性もある。

## 一般化
函数のカーレマン行列の一般化は、任意の点の周りで次のように定義される。
{\displaystyle M[f]_{x_{0}}=M_{x}[x-x_{0}]M[f]M_{x}[x+x_{0}]}
あるいは {\displaystyle M[f]_{x_{0}}=M[g]} where {\displaystyle g(x)=f(x+x_{0})-x_{0}}。この定義より、行列のベキを次のように表現できる。
{\displaystyle (M[f]_{x_{0}})^{n}=M_{x}[x-x_{0}]M[f]^{n}M_{x}[x+x_{0}]}

## 行列の性質
これまでに紹介した行列は、次の基本的な関係式を満たす。
- {\displaystyle M[f\circ g]=M[f]M[g],}
- {\displaystyle B[f\circ g]=B[g]B[f].}

このことよりカーレマン行列 M は {\displaystyle f(x)} の（順）表現であり、ベル行列 B は {\displaystyle f(x)} の逆表現（anti-representation）である。ここで項 {\displaystyle f\circ g} は函数の合成 {\displaystyle f(g(x))} を意味する。
その他の性質には、次のようなものがある。
- {\displaystyle M[f^{n}]=M[f]^{n}}。但し {\displaystyle f^{n}} は反復函数。
- {\displaystyle M[f^{-1}]=M[f]^{-1}}。但し {\displaystyle f^{-1}} は（カーレマン行列が可逆であるなら）逆函数。

## 例
- 定数のカーレマン行列は次で与えられる。
{\displaystyle M[a]={\begin{pmatrix}1&0&0&\cdots \\a&0&0&\cdots \\a^{2}&0&0&\cdots \\\vdots &\vdots &\vdots &\ddots \end{pmatrix}}}
- 恒等函数のカーレマン行列は次で与えられる。
{\displaystyle M_{x}[x]={\begin{pmatrix}1&0&0&\cdots \\0&1&0&\cdots \\0&0&1&\cdots \\\vdots &\vdots &\vdots &\ddots \end{pmatrix}}}
- 定数の和に関するカーレマン行列は次で与えられる。
{\displaystyle M_{x}[a+x]={\begin{pmatrix}1&0&0&\cdots \\a&1&0&\cdots \\a^{2}&2a&1&\cdots \\\vdots &\vdots &\vdots &\ddots \end{pmatrix}}}
- 定数倍に関するカーレマン行列は次で与えられる。
{\displaystyle M_{x}[cx]={\begin{pmatrix}1&0&0&\cdots \\0&c&0&\cdots \\0&0&c^{2}&\cdots \\\vdots &\vdots &\vdots &\ddots \end{pmatrix}}}
- 一次函数のカーレマン行列は次で与えられる。
{\displaystyle M_{x}[a+cx]={\begin{pmatrix}1&0&0&\cdots \\a&c&0&\cdots \\a^{2}&2ac&c^{2}&\cdots \\\vdots &\vdots &\vdots &\ddots \end{pmatrix}}}
- 函数 {\displaystyle f(x)=\sum _{k=1}^{\infty }f_{k}x^{k}} のカーレマン行列は次で与えられる。
{\displaystyle M[f]={\begin{pmatrix}1&0&0&\cdots \\0&f_{1}&f_{2}&\cdots \\0&0&f_{1}^{2}&\cdots \\\vdots &\vdots &\vdots &\ddots \end{pmatrix}}}
- 函数 {\displaystyle f(x)=\sum _{k=0}^{\infty }f_{k}x^{k}} のカーレマン行列は次で与えられる。
{\displaystyle M[f]={\begin{pmatrix}1&0&0&\cdots \\f_{0}&f_{1}&f_{2}&\cdots \\f_{0}^{2}&2f_{0}f_{1}&f_{1}^{2}+2f_{0}f_{2}&\cdots \\\vdots &\vdots &\vdots &\ddots \end{pmatrix}}}